# Antiochiai Fülöp örmény király
Antiochiai Fülöp (1203 – Szisz, Kis-Örményország (ma Törökország), 1225), örményül: Ֆիլիպ Անտիոքի, Կիլիկիայի թագավոր, franciául: Philippe d'Antioche, roi d'Arménie, latinul: Philippus Antiochiae, rex Armeniae, Örményország királya iure uxoris Kilikiában (Kis-Örményország). A Poitiers-ház antiochiai ágának a tagja.

## Élete
Fülöp 1221. január 25-én vette feleségül I. Izabella örmény királynőt, I. Leó örmény király és Lusignan Szibilla ciprusi és jeruzsálemi királyi hercegnő lányát.
Az ifjú királynő korábbi jegyese András, II. András magyar király harmadszülött fia volt, akivel II. András 1218-as örményországi látogatása során jegyezték el a királynő apjábal. A magyar király a szentföldi hadjáratáról hazatérőben útban megállt az örmény fővárosban, Sziszben, ahol az örmény király, I. Leó nagy örömmel fogadta, rokonként üdvözölte, és megegyeztek gyermekeik házasságában. Az örmény király a legkisebb lányát, Zabelt II. András legkisebb fiával, András herceggel jegyezte el, és megtette őket az örmény korona örököseinek. Joscelint, Korikosz urát küldte a magyar udvarba követként a házasság megkötésére és a magyar herceg Örményországba küldésére, hogy ott nevelkedjen. A házasságból azonban nem lett semmi, hiszen a következő évben, 1219. május 2-án meghalt az örmény király.
(A következő szöveg korabeli, XIX. század végi helyesírással és nyelvi stílussal íródott, így némileg eltér a mai változattól): „Leo örmény király Antiochiából követséget küldött hozzá, felajánlván leánya, Izabella kezét harmadik fiának, Andrásnak. [...] II. András ezt az ajánlatot elfogadta azzal a feltétellel, hogy András herczeg legyen Leo utóda az örmény trónon. Ez ügyben úgy András, mint Leo 1219-ben a pápához, III. Honoriushoz, fordultak; ez az eljegyzést megerősítette és kikötötte, hogy a herczeg jegyesének keze révén, (még a menyasszony halála esetén is – látszik, hogy a magyar király minden áron csak az örmény trónutódlást czélozta) az örmény trónt örökölje. I. Laskaris Tódor nikeai császár is ígéretet tett Andrásnak arra nézve, hogy rajta lesz, miként a herczeg az örmény trónt elnyerje. Mindazonáltal az Árpád-háznak ez irányu várandóságából épp úgy nem lett semmi, mint Béla-Elek herczeg byzancziéból. Leo ugyanis már 1220-ban meghalt. Brienne János, jeruzsálemi király – Leónak idősebbik leányát kb. 1216 óta birta nőül – alig hogy hirét vette ipja halálának, Örményországba jött, hogy mint neje örökségét annektálja. Mivelhogy azonban az ország nagyjai követelték, hogy János Ptolemaisban tartózkodó nejét Örményországba hozza, elutazni volt kénytelen. Elutaztakor IV. Bohemund antiochiai herczeg (a Poitou-házból) fia megkérte Izabella kezét s azt 1221-ben a királysággal együtt megkapta; [...] Habár Fülöp már 1222-ben meghalt, II. András fiának jogait nem vitathatta, mert Halicsnak második fia, Kálmán számára való megszerzése nagyon igénybe vette.”
Fülöp 1225-ben halt meg mérgezés következtében.
Izabella másodszorra örmény unokatestvéréhez, Hetum (1215–1270) barbaroni úrhoz ment feleségül.

### Korabeli forrás
- Neumann, , Karl Friedrich (ford.). Vahram's Chronicle of the Armenian Kingdom in Cilicia, during the time of the Crusades (angol nyelven). London: Oriental Translation Fund (1831). Hozzáférés ideje: 2019. november 13.

### Szakirodalom
- Kurkjian, Vahan M.. A History of Armenia (angol nyelven). New York: Armenian General Benevolent Union (1958). Hozzáférés ideje: 2019. november 13.
- Rudt de Collenberg, Wipertus Hugo: Les Lusignan de Chypre = EΠETHΡΙΣ 10, Nicosia, 1980.
- Rüdt-Collenberg, Wipertus Hugo: The Rupenides, Hethumides and Lusignans: The Structure of the Armeno-Cilician Dynasties, Párizs, Klincksieck, 1963.
- Wertner Mór. András herczeg,  in: Wertner Mór: Az Árpádok családi története (magyar nyelven), Nagy-Becskerek: Pleitz Ferencz Pál Könyvnyomdája, 452–456. o. (1892). Hozzáférés ideje: 2019. november 13.

### Szépirodalom
- Passuth László: Hétszer vágott mező, Szépirodalmi Könyvkiadó, Budapest, 1970.